# Ізбиська (Підкарпатське воєводство)
Ізбиська (пол. Izbiska) — село в Польщі, у гміні Вадовиці-Ґурні Мелецького повіту Підкарпатського воєводства.
Населення — 700 осіб (2011).
У 1975-1998 роках село належало до Тарновського воєводства.

## Демографія
Демографічна структура станом на 31 березня 2011 року:
|          | Загалом | Допрацездатний вік | Працездатний вік | Постпрацездатний вік |
| -------- | ------- | ------------------ | ---------------- | -------------------- |
| Чоловіки | 354     | 79                 | 235              | 40                   |
| Жінки    | 346     | 85                 | 185              | 76                   |
| Разом    | 700     | 164                | 420              | 116                  |